# José Miguel Carrera
José Miguel Carrera Verdugo (ur. 15 października 1785, zm. 4 września 1821) – chilijski generał i polityk, prezydent Chile w latach 1811–1814 (przywódca junty rządzącej w latach 1812–1813 i zarządca kraju w 1814), który przyczynił się do wywalczenia przez swój kraj niepodległości.
Należał do potomków żydowskiego osadnika Diego Garcii de Caceresa, który przybył na Chile biorąc udział w podboju konkwistadorów. W 1811 był przywódcą powstania, które obaliło rządy hiszpańskiego gubernatora, po czym ogłosił się dyktatorem kraju. Wkrótce musiał stanąć w obliczu wojny domowej między bojownikami niepodległościowymi. W 1813 utracił władzę, gdy obaliła go wojskowa junta pod przywództwem Bernardo O’Higginsa. W 1814 udało mu się wprawdzie odzyskać władzę, lecz w 1815 Carrera i O’Higgins ponieśli klęskę w starciu z wojskami hiszpańskimi. Carrera dążył do uzyskania wsparcia ze strony Stanów Zjednoczonych i Argentyny, lecz jego starania nie przyniosły rezultatów, przez co ustąpił, zaprzestając prób ponownego zdobycia władzy. Zamiast tego skupił się na czynnym udziale w akcjach wymierzonych przeciwko rządowi Argentyny. Jeden z jego towarzyszy zdradził go jednak, przez co Carrera został pojmany, skazany na śmierć i rozstrzelany.
Wizerunek Carrery znajduje się na bitej w latach 1971-1972 chilijskiej monecie obiegowej o nominale 1 eskudo.